# Arquivo Histórico do Rio Grande do Sul
O Arquivo Histórico do Estado do Rio Grande do Sul, AHRS é uma instituição subordinada a Secretaria de Estado da Cultura do Rio Grande do Sul através da  Lei 2.345, de 29 de janeiro de 1954. Sua principal função é  guardar e conservar a documentação histórica de origem pública, principalmente do Poder Executivo, e privado . 
Conta com um acervo formado por mais de 10 milhões de documentos , representando um das maiores instituições documentais relativas ao Estado e um dos principais locais de memória do Rio Grande do Sul. O acesso à documentação é público, gratuito e irrestrito. Os interessados no acervo são assessorados elo corpo técnico, composto de profissionais da área de história e estagiários da mesma área.[carece de fontes?]
Além de organizar e preservar todo acervo, o arquivo realiza exposições a partir da documentação que abriga e  grande difusão de seu acervo documental através da publicação de anais e catálogos. Todos dispostos em forma digital na sua aba no site da Secretaria da Cultura do estado do Rio Grande do Sul . 
O AHRS tem assento como membro titular no Sistema de Arquivos do Rio Grande do Sul, ao qual também faz parte o Arquivo Público do Estado do Rio Grande do Sul.[carece de fontes?]

## O prédio do AHRS:
Localizado na Rua Sete de Setembro, número 1020, na praça Barão do Rio Branco também conhecida como Praça da Alfândega, o prédio onde abriga o Arquivo Histórico Rio Grande do Sul foi inaugurado em 1914. Foi projetado pelo arquiteto alemão Theo Wiederspahn, e construído por Rudolf Ahrons, autor do projeto estrutural, entre 1910 e 1913. Inicialmente o prédio abrigava os Correios e Telégrafos da cidade  .
O prédio foi tombado pelo Instituto do Patrimônio Histórico e Artístico Nacional(IPHAN) em 1981 e consta no livro Tombo Histórico e Tombo Belas Artes, passando por um processo de recuperação a partir de 1998 . Este local tornou-se o Museu Postal, a partir de 1996, por convênio com a prefeitura. Em fevereiro de 2000, a partir do Decreto n° 39.986, tornou-se  o Memorial do Rio Grande do Sul, instituição da Secretaria de Estado da Cultura (Sedac), como um espaço voltado à preservação e fomento da memória histórica e cultural do Rio Grande do Sul . 